# Головченко Людмила Олександрівна
Людми́ла Олекса́ндрівна Голо́вченко (* 1978) — українська борчиня. Учасниця Олімпійських ігор-2004.. Майстер спорту України; майстер спорту України міжнародного класу Чемпіонка України.

## З життєпису
Народилась 1978 року в місті Хмельницький. Виступала у середній ваговій категорії серед жінок. Посіла четверте місце у ваговій категорії до 63 кг на Чемпіонаті світу з боротьби 2003 року в Нью-Йорку. Згодом скористалася можливістю виступити за Україну на літніх Олімпійських іграх 2004 року. Тренувалася протягом своєї спортивної кар'єри в складі жіночої команди з вільної боротьби ЦСК «Біла Церква»; тренер — Басистий Сергій Григорович
Пройшла кваліфікацію до збірної України у ваговій категорії до 63 кг — раніше вона заробила олімпійське місце, фінішувавши четвертою на чемпіонаті світу. Програла два матчі поспіль майбутній олімпійській чемпіонці Йосіда Саорі за технічною перевагою та росіянці Альоні Карташовій.